# 벨로키랍토르
벨로키랍토르 또는 벨로시랩터(영어: Velociraptor)는 민첩한 도둑(swift thief)이라는 뜻으로 약 7,500~7,100만 년 전 백악기 후기에 동아시아 지역에서 서식했던 공룡이다. 수각아목의 드로마에오사우루스과에 속한다. 과거에는 여러 종으로 분류되었지만 현재는 두 종만 인정된다. 모식종의 화석은 몽골에서 발견된 벨로키랍토르 몽골리엔시스(V. mongoliensis)가 있다. 두 번째 종으로는 2008년 내몽골 자치구에서 지정된 벨로키랍토르 오스몰스카에(V. osmolskae)가 있지만 현재 벨로키랍토르의 종인지에 대하여 분류 논란이 있다.
크기는 칠면조 정도여서 데이노니쿠스와 아킬로바토르보다 작지만 해부학적으로 뛰어난 특징을 가지고 있다. 깃털이 있고 뻣뻣한 꼬리가 나 있는 두 발로 걷는 육식 공룡이며 뒷발에 난 낫 모양의 큰 갈고리 발톱은 먹이를 잡는 데 썼을 거라고 추측된다. 두개골은 다른 공룡과 확연히 구별되는 길고 납작한 모양이고 코는 위쪽으로 향해있다.
주로 '랩터(raptor)'라고 줄여쓰기도 하는 벨로키랍토르는 영화 <쥬라기 공원> 시리즈에서 빠짐없이 두드러진 역할로 출연하여 대중들에게 널리 알려진 공룡 중 하나다. 하지만 영화에서 묘사된 벨로키랍토르는 데이노니쿠스를 참고해 만들어졌으며, 벨로키랍토르와 많은 차이를 보인다. 그 당시 데이노니쿠스는 학명이 '데이노니쿠스 안티로푸스'가 아니라 '벨로키랍토르 안티로푸스'였는데, 이로 인해 생긴 고증 오류였다. 그래서 몸집이 크고, 그 당시의 고증 오류들로 인해 깃털이 없는 모습으로 묘사되었다.
드로마에오사우루스과 공룡들의 골격 화석을 많이 되찾았다는 사실은 고생물학자들에게 충분히 잘 알려져 있다. 특히 프로토케라톱스와 싸움에 맞닥뜨린 벨로키랍토르의 유일한 견본이 보존되고 있다는 사실이 널리 알려져 있다.

## 특징

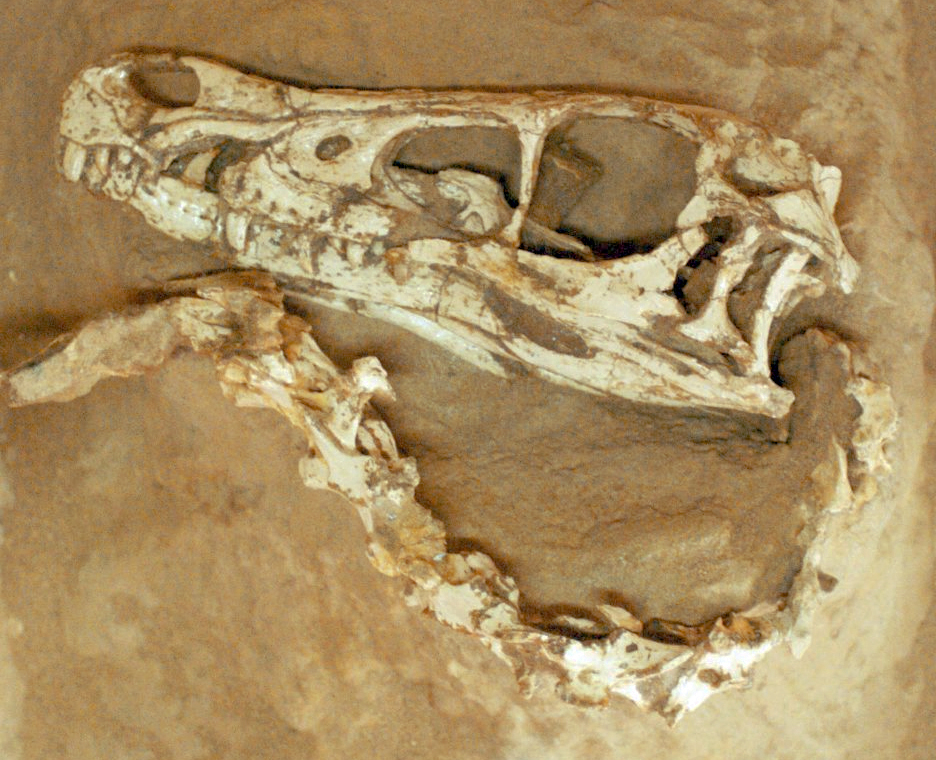
날쌘 도둑으로 불리는 벨로키랍토르 몽골리엔시스 표본의 두개골.

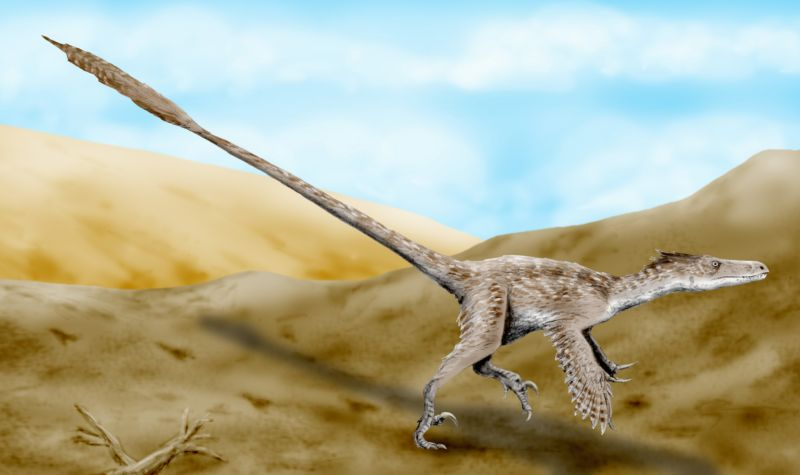
벨로키랍토르 몽골리엔시스의 삽화

벨로키랍토르는 중간 크기의 공룡이다. 몸길이는 1.5~2m, 높이는 1m, 몸무게는 15~20kg이다. 독특하게 위로 굽어있는 두개골은 25cm로 길고 위 표면은 오목하고 아래 표면은 볼록하다. 목은 길고 S자 형태이며, 입 안에는 톱니 모양의 강력한 26-28개의 이빨이 나란히 나 있다. 이빨은 먹이를 앞에서보다는 뒤에서 비스듬히 잡는 데 적응할 수 있도록 개선되어있다.
벨로키랍토르는 드로마에오사우루스과의 공룡들처럼 앞발이 크다. 또한 강력하고 구부러진 세 개의 발톱을 가지고 있다. 날개뼈는 유연한 구조로 현대의 새와 유사하다. 앞발의 발가락은 세 개씩 있으며 첫 번째 발가락은 짧긴 하지만 두 번째 발가락은 길다. 손목뼈는 손목의 회내 작용이 방해되는 구조다. 앞발바닥이 아래로 향하지 않아 무거운 물건을 드는 데 무리가 있다. 첫 번째 발가락의 며느리발톱은 다른 수각류에 비해 작은데, 특이한 점은 대부분의 수각류들은 걸을 때 세 발가락이 모두 땅에 닿지만 드로마에오사우루스과의 공룡들은 세 번째와 네 번째 발가락으로만 걷는다는 것이다. 두 번째 발가락은 땅에 닿지 않게 안으로 들어가게끔 크게 변경되었다. 낫 모양의 날카로운 발톱은 길이가 약8cm로 드로마에오사우루스과나 트로오돈과의 다른 공룡보다 상대적으로 크다. 바깥쪽으로 날이 나 있는 발톱은 주로 먹이를 째 치명타를 입히는 장치로 사용되었을 것으로 보인다. 그러나 맨체스터대학 맨체스터박물관의 필 매닝 소장 등이 영국과학원의 생물학회지 바이올러지 레터스에 발표한 보고서에 따르면 키 2ｍ에 몸무게 40kg 크기의 벨로시랩터의 며느리발톱 모형을 만들어 죽은 돼지나 악어를 놓고 실험을 해 본 결과 지금까지 추정된 것과 달리 이 발톱의 위력이 그다지 크지 않았다. 다만 사냥용으로 효능이 없었던 건 아니고 맹금류처럼 먹이를 단단히 붙잡는 용도로 쓰였다고 추정된다. 그러나 벨로키랍토르가 살아있을 때 발톱에 각질의 덮게가 있었기 때문에 얼마나 날카로웠는지는 거의 제대로 알기 힘들다.
척추의 돌기는 꼬리뼈와 마찬가지로 잘 골화되어 있다. 10번 꼬리뼈 척추부터 시작해 앞쪽에 4~10개의 뼈가 꼬리뼈 위치에서 추가로 버텨준다. 이 꼬리뼈는 딱딱한 막대 역할을 해 척추 사이에서 수직 동작을 방해한다. 하지만 유일하게 손상되지 않고 보존된 꼬리 척추 견본이 S자 모양으로 굽어있어서 수평으로 움직이는 데는 훨씬 유연할 거라고 생각되며, 아마 빠른 속도로 방향을 틀 때도 안정적으로 균형을 잡을 수 있게끔 적응되어 있을 것이다.
2007년, 고생물학자들은 몽골에서 잘 보존된 벨로키랍토르 몽골리엔시스의 팔뚝에서 손잡이 깃대(깃혹이라고도 한다.)를 발견 및 보고하여, 이 종은 깃털이 존재한다는 사실이 확인되었다.